# لیگ یک فوتبال انگلستان
 لیگ یک  (به انگلیسی: EFL League One) سومین لیگ معتبر انگلستان است که در سال ۲۰۰۴ میلادی راه‌اندازی شده‌است. سه تیم صعودکننده این لیگ به چمپیونشیپ صعود می‌کنند و چهار تیم نیز در آخر فصل به لیگ دو فوتبال انگلستان سقوط می‌کنند.